# Лотт (Техас)
Лотт (англ. Lott) — місто (англ. city) в США, в окрузі Фоллз штату Техас. Населення — 644 особи (2020).

## Географія
Лотт розташований за координатами 31°12′23″ пн. ш. 97°2′1″ зх. д. / 31.20639° пн. ш. 97.03361° зх. д. (31.206257, -97.033576).  За даними Бюро перепису населення США в 2010 році місто мало площу 2,65 км², з яких 2,62 км² — суходіл та 0,04 км² — водойми.

## Демографія
Згідно з переписом 2010 року, у місті мешкало 759 осіб у 308 домогосподарствах у складі 187 родин. Густота населення становила 286 осіб/км².  Було 358 помешкань (135/км²).
Расовий склад населення:
| - 75,2 % — білих - 15,9 % — чорних або афроамериканців - 0,5 % — корінних американців - 0,1 % — азіатів - 6,1 % — осіб інших рас |

До двох чи більше рас належало 2,1 %. Частка іспаномовних становила 16,9 % від усіх жителів.
За віковим діапазоном населення розподілялося таким чином: 27,4 % — особи молодші 18 років, 56,3 % — особи у віці 18—64 років, 16,3 % — особи у віці 65 років та старші. Медіана віку мешканця становила 35,9 року. На 100 осіб жіночої статі у місті припадало 95,1 чоловіків;  на 100 жінок у віці від 18 років та старших — 91,3 чоловіків також старших 18 років.
Середній дохід на одне домашнє господарство  становив 47 722 долари США (медіана — 41 528), а середній дохід на одну сім'ю — 52 101 долар (медіана — 49 583). Медіана доходів становила 38 214 долари для чоловіків та 39 219 доларів для жінок. За межею бідності перебувало 19,6 % осіб, у тому числі 18,5 % дітей у віці до 18 років та 14,2 % осіб у віці 65 років та старших.
Цивільне працевлаштоване населення становило 284 особи. Основні галузі зайнятості: освіта, охорона здоров'я та соціальна допомога — 28,9 %, роздрібна торгівля — 15,5 %, виробництво — 9,5 %, науковці, спеціалісти, менеджери — 8,8 %.